# 今井陽一郎
今井 陽一郎（いまい よういちろう）は、日本出身の投資家。シンガポールのアクティビスト・ファンドであるエフィッシモ・キャピタル・マネジメントの創業者で代表取締役（ディレクター）。

## 人物・経歴
2002年横浜国立大学経済学部卒業、日興アセットマネジメント入社。2004年MACアセットマネジメント（村上ファンド）入社。2006年に村上世彰代表がインサイダー取引で逮捕されたMACアセットマネジメントから独立し、アクティビスト・ファンドのエフィッシモ・キャピタル・マネジメントを創業、同代表ディレクター。コーポレート・ガバナンスに瑕疵のある割安企業を買い進め、2020年には東芝の取締役候補として提示されたが、株主総会で43.43％の賛成となり否決された。